# York (Carolina del Sud)
York è una città degli Stati Uniti d'America, capoluogo della Contea di York, nello stato della Carolina del Sud.